# SN 2007bu
SN 2007bu – supernowa typu II odkryta 18 kwietnia 2007 roku w galaktyce A114723+0638. W momencie odkrycia miała maksymalną jasność 19,30m.